# سیارک ۵۴۴۱۱
سیارک ۵۴۴۱۱ (به انگلیسی: 54411 Bobestelle، نامگذاری:2000LH10) پنجاه و چهار هزار و چهارصد و یازدهمین سیارک کشف شده‌است که در ۳ ژوئن ۲۰۰۰ کشف شد.